# Dehmeh-ye Kūchak
Dehmeh-ye Kūchak (persiska: Deymeh-ye Kūchek, دهمه کوچک) är en ort i Iran.   Den ligger i provinsen Khuzestan, i den centrala delen av landet, 600 km söder om huvudstaden Teheran. Dehmeh-ye Kūchak ligger 14 meter över havet och antalet invånare är 161.
Terrängen runt Dehmeh-ye Kūchak är mycket platt. Runt Dehmeh-ye Kūchak är det ganska tätbefolkat, med 62 invånare per kvadratkilometer. Närmaste större samhälle är Manşūreh-ye Sādāt, 1,0 km väster om Dehmeh-ye Kūchak. Trakten runt Dehmeh-ye Kūchak är ofruktbar med lite eller ingen växtlighet.